# Intelsat 904
Intelsat 904 (IS-904) — телекоммуникационный спутник международного оператора Intelsat, находящийся на ГСО. Запущен на орбиту ракетой-носителем Ariane 44L Европейского космического агентства 23 февраля 2002 года в 06:59 утра с площадки ELA-2 международного космодрома Куру во Французской Гвиане. Аппарат заменил борт Intelsat-604 в позиции 60° восточной долготы и получил обозначение NASA — 2002-007A и индекс NORAD — 27380. Ресурсы спутника Intelsat 904 использовали операторы спутникового телевидения России (Ricor.smart.TV, Connecto TV) и Казахстана (OTAU TV). Данный спутник использовался также российскими интернет-провайдерами Радуга-Интернет, StarBlazer.
В 2016 году в позицию 60° в. д. выведен спутник нового поколения Intelsat 33e, Intelsat 904 в 2017 году переведен в позицию 45,1° в. д. Из новой точки стояния два луча Ku-диапазона этого аппарата нацелены на Западную Европу и Индию. Впоследствии спутник Intelsat-904 был перемещён в позицию 26.5° з.д., при этом имеет наклоненение к плоскости геостационарной орбиты 3.1°
Космический аппарат является третьим в IX-ом поколении спутников космической группировки Intelsat и построен на платформе «1300» компании Space Systems / Loral (Пало-Альто, Калифорния). Габариты при запуске — 2,80 × 3,50 × 5,56 м, после развёртывания на ГСО размер по наибольшей оси — 31 м.